# Żabieniec (gromada)
Żabieniec – dawna gromada, czyli najmniejsza jednostka podziału terytorialnego Polskiej Rzeczypospolitej Ludowej w latach 1954–1972.
Gromady, z gromadzkimi radami narodowymi (GRN) jako organami władzy najniższego stopnia na wsi, funkcjonowały od reformy reorganizującej administrację wiejską przeprowadzonej jesienią 1954 do momentu ich zniesienia z dniem 1 stycznia 1973, tym samym wypierając organizację gminną w latach 1954–1972.
Gromadę Żabieniec z siedzibą GRN w Żabieńcu utworzono – jako jedną z 8759 gromad na obszarze Polski – w powiecie piaseczyńskim w woj. warszawskim, na mocy uchwały nr VI/10/12/54 WRN w Warszawie z dnia 5 października 1954. W skład jednostki weszły obszary dotychczasowych gromad Chojnów, Czarnów, Jastrzębia, Orzeszyn, Pilawa, Siedliska i Żabieniec ze zniesionej gminy Jazgarzew w tymże powiecie. Dla gromady ustalono 21 członków gromadzkiej rady narodowej.
1 stycznia 1961 z gromady Żabieniec wyłączono część obszarów wsi Żabieniec o powierzchni 16 ha, stanowiące stawy i część obszaru wsi Chojnów o powierzchni 96 ha, stanowiącą część obszaru leśnego nadleśnictwa Chojnów, włączając je do gromady Zalesie Górne w tymże powiecie.
Gromadę zniesiono 1 stycznia 1969, a jej obszar włączono do gromad Chylice (wsie Czarnów, Jastrzębie i Siedliska), Jazgarzew (wsie Chojnów, Orzeszyn-Pilawa i Żabieniec) i Zalesie Górne (część obszaru nadleśnictwa Chojnów o powierzchni 30 ha) w tymże powiecie.